# Silent Hill: Shattered Memories
Silent Hill: Shattered Memories is een survival horror-computerspel, en is de zevende intrede in de Silent Hill-spelserie. Het spel is ontwikkeld door Konami en Climax Group en kwam uit op 8 december 2009 voor de Wii. In 2010 verscheen het spel ook voor de PlayStation 2 en PlayStation Portable. Het is een remake van het eerste Silent Hill-spel.

## Verhaal
Men speelt net als in het eerste spel Harry Mason, die op zoek is naar zijn dochter na een auto-ongeval in het verlaten en ondergesneeuwde Silent Hill. Al snel blijkt dat niet alles is zoals hij denkt. Wanneer hij een angstig telefoontje krijgt van zijn dochter, wordt de wereld om zich heen omhuld door ijs. Hier vlucht hij voor de "Raw Shocks". Nadat hij ze ontvlucht heeft, komt hij terecht bij zijn eigen huis, waar andere mensen wonen. Niets is meer zoals het hoort...

## Gameplay
De speler neemt opnieuw de rol van Harry Mason, die je doet rondlopen met de nunchuk, met de Wii-mote zelf gebruik je de zaklamp en laat je Harry ronddraaien.
Het spel deelt zich in drie duidelijke delen: De Psychiater, het besneeuwde Silent Hill, en de ijzige "Otherworld" (Anderwereld).
De speler wordt in het begin van het spel gevraagd om enkele vraagjes te beantwoorden. Hij komt ook vaker in het spel voor. De antwoorden beïnvloeden de personages die je tegenkomt, bepaalde omgevingen, de monsters die je tegenkomt en het einde. Hier speel je in een eerste-persoons perspectief. Buiten de Psychiater speel je in een derde-persoons perspectief
In het besneeuwde Silent Hill verken je voornamelijk de stad met je zaklamp, en los je vreemde puzzels op. Ook wat je hier doet kan het verdere verloop van het spel beïnvloeden.
In de "Otherworld" moet je vluchten voor Raw Shocks, vreemde monsters die veranderen door je eigen persoonlijkheid. Er zijn geen wapens in het spel, en de enige manier om ze van je af te houden is door ze neer te gooien als ze aan je hangen, obstakels neerwerpen tijdens het lopen, en met lichtkogels. Je kan dankzij de radio horen of de Raw Shocks in de buurt zijn, en je zaklamp geeft een vreemd geluidsignaal als je ze richt naar monsters (zelfs door de muren).
Speciaal aan dit spel is de mobiele telefoon dat Harry bij zich heeft. Hiermee kan je bepaalde telefoonnummers die in het ganse spel gevonden kunnen worden opbellen, foto's nemen, je positie bekijken aan de hand van GPS en berichten ontvangen en beluisteren.

## Ontwikkeling
Veel geruchten gingen rond dat de eerste Silent Hill zou worden hermaakt sinds 2006, en dit werd bevestigd door een artikel in Nintendo Power. Het spel werd gerealiseerd door de Climax Group, een team van 55 leden samen met meer dan 90 artiesten. Het spel werd expliciet een "Re-imagining" genoemd in plaats van een "re-make", door de drastische veranderingen aan het verhaal.

## Platforms
| Jaar | Platform           |
| ---- | ------------------ |
| 2009 | Wii                |
| 2010 | PSP, PlayStation 2 |

## Ontvangst
| Beoordeeld door       | Platform      | Datum            | Score |
| --------------------- | ------------- | ---------------- | ----- |
| IGN                   | Wii           | 4 december 2009  | 86%   |
| Impulse Gamer         | PSP           | maart 2010       | 82%   |
| Adventure Gamers      | Wii           | 31 december 2009 | 80%   |
| PlayStation Lifestyle | PlayStation 2 | 25 januari 2010  | 80%   |
| Kombo.com             | Wii           | 18 december 2009 | 80%   |
| Jeuxpo.com            | PlayStation 2 | 2010             | 75%   |
| GamingExcellence      | Wii           | 22 februari 2010 | 74%   |
| Play.tm               | PSP           | 24 februari 2010 | 73%   |
| Gameplayer.se         | PSP           | 4 maart 2010     | 70%   |
| Game Shark            | PSP           | 23 februari 2010 | 58%   |